# Мальченко Олександр Миколайович
Олександр Миколайович Мальченко (нар. 17 травня 1974, Херсон, УРСР) — український футболіст та тренер, виступав на позиції нападника.

## Клубна кар'єра

### Ранні роки. «Кристал» (Херсон)
Народився в Херсоні, вихованець місцевого футболу. У сезоні 1993/94 років виступав за футзальний клуб «Енергія» (Херсон). Наступний сезон розпочав у клубі «Харчовик» (Білозерка), який виступав в аматорському чемпіонату України, в якому провів 14 поєдинків. У футболці білозерківського клубу зіграв також 1 матч у кубку України. По ходу сезону отримав запрошення від «Кристалу», який на той час виступав під назвою «Водник». У футболці херсонського клубу дебютував 18 листопада 1994 року в переможному (1:0) домашньому поєдинку 22-о туру Другої ліги проти павлоградського «Шахтаря». Олександр вийшов на поле на 88-й хвилині, замінивши Сергія Яркова. Дебютним голом у складі «Кристала» відзначився 1 квітня 1996 року на 35-й хвилині програного (2:4) виїзного поєдинку 23-о туру групи А Другої ліги проти київської «Оболоні». Мальченко вийшов на поле в стартовому складі та відіграв увесь матч, а на 28-й хвилині отримав жовту картку. Разом з командою ставав переможцем та срібним призером (двічі) групи Б та А Другої ліги, проте вийти до Першої ліги херсонський колектив не зумів. У «Кристалі» відіграв понад 5 сезонів, за цей час у Другій лізі зіграв 154 матчі та відзначився 44-а голами, ще 12 матчів зіграв у кубку України.

### «Таврія» та «Титан»
Під час зимової перерви сезону 1999/00 років підписав контракт з «Таврією». Дебютував у футболці сімферопольського клубу 11 березня 2000 року в переможному (2:1) виїзному поєдинку 1/16 фіналу кубку України проти ФК «Явір-Суми». Олександр вийшов на поле на 70-й хвилині, замінивши Руслана Табачуна. Той матч виявився єдиним у футболці «Таврії» для Олександра Мальченка.
Навесні 2000 року відправляється до «Титану». Дебютував у футболці армянського клубу 1 квітня 2000 року в переможному (3:0) виїзному поєдинку 14-о туру групи Б Другої ліги проти комсомольського «Гірник-спорту». Мальченко вийшов на поле в стартовому складі, а на 65-й хвилині його замінив Євгеній Арбузов. Дебютним голом за «Титан» відзначився 15 квітня 2000 року на 56-й хвилині переможного (2:1) виїзного поєдинку 16-о туру групи Б Другої ліги проти бориспільського «Борисфена». Олександр вийшов на поле в стартовому складі та відіграв увесь матч. У складі армянського клубу зіграв 11 матчів у Другій лізі, в якій відзначився 5-а голами.

### «Зірка», «Полісся» та «Мир»
Напередодні старту сезону 2000/01 років приєднався до «Зірки». Дебютував у футболці кіровоградського клубу 23 липня 2000 року в переможному (1:0) домашньому поєдинку 1-о туру Першої ліги проти чернівецької «Буковини». Мальченко вийшов на поле в стартовому складі, а на 71-й хвилині його замінив Максим Петруня. Дебютними голами в складі «Зірки» відзначився 29 жовтня 2000 року на 56-й та 63-й хвилинах переможного (2:1) виїзного поєдинку 15-о туру Першої ліги проти «Вінниці». Мальченко вийшов на поле в стартовому складі, а на 67-й хвилині його замінив Максим Петруня. У футболці «Зірки» зіграв 16 матчів у Першій лізі, в яких відзначився 2-а голами, а також провів 1 поєдинок у кубку України.
Навесні 2001 року приєднався до «Полісся». Дебютував у футболці житомирського клубу дебютував 8 квітня 2001 року в переможному (3:1) виїзному поєдинку 18-о туру групи А Другої ліги проти рогатинського «Техно-Центра». Олександр вийшов на поле в стартовому складі, а на 61-й хвилині його замінив Руслан Табачун. На початку — в середині квітня 2001 року зіграв 3 поєдинки в Другій лізі, після чого залишив склад «Полісся». Потім виступав за аматорський клуб «Мир-АМіКо» (Горностаївка).

### Повернення в «Зірку». «Кристал»
Під час зимової перерви сезону 2001/02 років повернувся до «Зірки». У команді відіграв весняно-літню частину сезону 2001/02 років та літньо-осінню частину сезону 2002/03 років. За цей час у Першій лізі зіграв 26 матчів та відзначився 4-а голами, ще 2 поєдинки провів у кубку України.
Під час зимової перерви сезону 2002/03 років повернувся до «Кристалу». Дебютував за херсонський колектив після повернення 5 квітня 2003 року в програному (0:1) виїзному поєдинку 16-о туру групи Б Другої ліги проти «Севастополя». Мальченко вийшов на поле в стартовому складі та відіграв увесь матч. Дебютним голом за «Кристал» відзначився 12 квітня 2003 року на 82-й хвилині переможного (3:2) домашнього поєдинку 17-о туру групи Б Другої ліги проти запорізького «Металурга-2». Олександр вийшов на поле в стартовому складі та відіграв увесь матч. У складі «Кристалу» виступав виступав у весняно-літній частині сезону 2002/03 років та у літньо-осінній частині сезону 2003/04 років зіграв 28 матчів (2 голи) у Другій лізі, ще 1 поєдинок зіграв у кубку України. У 2004 році зіграв 13 матчів (2 голи) в аматорському чемпіонаті за каховський КЗЕЗО.

### Виступи на аматорському рівні
З 2004 по 2012 рік виступав у чемпіонатах Херсонської та Миколаївської областей за клуби «Нафтовик» (Херсон), «Мир» (Горностаївка), «Гопри» (Гола Пристань), «ХЕПІ» (Херсон), «Динамо» (Херсон), ФК «Новопетрівка», «Лідер-Агросвіт» (Любимівка), «Темп» (Нікольське), «Темп-2» (Нікольське) та ФК «Херсон». У 2011 році перебував у розташуванні ДЮСШ-2 (Кіровоград).

### По завершенні кар'єри
Брав участь у товариських та прощальних матчах ветеранів. У вересні 2010 року виходив на футбольне поле у складі миколаївського «Бастіона» в поєдинку ветеранського Кубку України імені М. Бака в поєдинку проти донецького «Шахтаря» (поразка «Бастіону», 1:3).

## Кар'єра тренера
Ще виступаючи на аматорському рівні розпочав тренерську діяльність. З 2010 по 2012 рік входив до тренерського штабу «Темпу» (Нікольське). З грудня 2018 року тренував новомиколаївську «Дружбу».

## Досягнення
«Кристал» (Херсон)
- Друга ліга чемпіонату України
  -  Чемпіон (1): 1997/98 (група «Б»)
  -  Срібний призер (2): 1995/96 (група «А»), 1998/99 (група «Б»)

«Полісся» (Житомир)
- Друга ліга чемпіонату України
  -  Чемпіон (1): 2000/01 (група «А»)

«Зірка» (Кіровоград)
- Перша ліга чемпіонату України
  -  Чемпіон (1): 2002/03